# West-Pasaman
West-Pasaman (Indonesisch: Pasaman Barat) is een regentschap in de provincie West-Sumatra op Sumatra, Indonesië. Het regentschap heeft 311.306 inwoners (2004) en heeft een oppervlakte van 3887 km². De hoofdstad van West-Pasaman is Simpang Empat. Het regentschap maakte tot eind 2003 deel uit van het regentschap Pasaman.
Het regentschap ligt aan de westkust van Sumatra en grenst in het noorden aan het regentschap Mandailing Natal (provincie Noord-Sumatra), in het oosten aan het regentschap Pasaman en in het zuiden aan het regentschap Agam.
Pasaman Barat is onderverdeeld in 11 onderdistricten (kecamatan):
- Gunung Tuleh
- Kinali
- Koto Balingka
- Lembah Melintang
- Luhak Nan Duo
- Pasaman
- Ranah Batahan
- Sasak Ranah Pesisir
- Sungai Aur
- Sungai Beremas
- Talamau

Stadsgemeenten: Bukittinggi · Padang · Padang Panjang · Pariaman · Payakumbuh · Sawahlunto · Solok

Regentschappen: Agam · Dharmasraya · Limapuluh Kota · Kepulauan Mentawai · Padang Pariaman · Pasaman · Pasaman Barat · Sijunjung · Solok · Solok Selatan · Tanah Datar · Zuid-Pesisir